# هاوزن
هاوزن (به آلمانی: Hausen an der Möhlin) یک منطقهٔ مسکونی در آلمان است که در باد کروزینگن واقع شده‌است. هاوزن ۱٬۶۴۱ نفر جمعیت دارد.